# 暫定制御モジュール

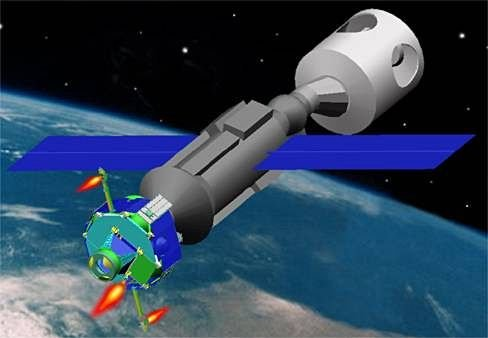
暫定制御モジュール(左下のモジュール)

暫定制御モジュール (Interim Control Module、ICM) は、国際宇宙ステーション (ISS) のズヴェズダモジュールが壊れたり、予定の打上げ期間内に打上げられなかった場合に備えて、アメリカ航空宇宙局 (NASA) が製造した暫定的な「タグ」の役割を果たすモジュールである。偵察衛星を異なる軌道に配置させるのに用いられたTLD (Titan Launch Dispenser) を基にしたものである。「ズヴェズダ」(サービスモジュール) の推進系と同等の能力を与えることで、ザーリャの寿命を延ばすことを目的として準備されていた。
1997年、NASAはアメリカ海軍研究所 (NRL) に対し、既存の宇宙船を改良し、ISS用に低コストで緊急用に使える推進機能を持つ宇宙船の実現可能性について研究することを依頼した。
NASAの要求するスケジュール内に実現しうることが分かると、NRLは正式に開発の推進を委託された。その当初から、暫定制御モジュールは、ロシアのサービスモジュールの打上げが延期となった場合でもスケジュール通りにISSの組み立て作業が行えるように、ISSの姿勢制御とリブースト（高度引き上げ）能力を確保するための緊急時の予備計画として準備された。
暫定制御モジュール (ICM) はスペースシャトルで打ち上げて、ザーリャに取り付けられた後、1年から3年間運用するのに必要な燃料を供給することになっていた。ICMは、現在はワシントンD.C.にあるNRLのペイロード組立施設で、将来のISSミッションで必要になった時のために保管されている。NRLでは、ICMの代替利用法についての検討も行っている。